# Viktor Rašović
Viktor Rašović (serbisch-kyrillisch Виктор Рашовић; * 13. August 1993 in Belgrad) ist ein serbischer Wasserballspieler. Bei Olympischen Spielen gewann er mit der Nationalmannschaft eine Goldmedaille. Zuvor hatte er bereits einmal Weltmeisterschaftsbronze gewonnen. 2018 war er Sieger bei der Europameisterschaft und bei den Mittelmeerspielen.

## Sportliche Karriere
Viktor Rašović und sein alterer Bruder Strahinja Rašović begannen mit dem Wasserballsport, da ihr Vater beim Belgrader Schwimmbad im Tašmajdan angestellt war.
Der 1,91 Meter große Viktor Rašović war als Profi außer in Serbien auch in Spanien, Kroatien, Ungarn und Frankreich tätig, neben vier serbischen Meistertiteln siegte er 2016 und 2017 mit CN Barceloneta in der spanischen Meisterschaft und 2018 mit VK Jug Dubrovnik in der kroatischen Meisterschaft. 2024 war er bei Cercle des Nageurs Noiséens und wechselte nach den Olympischen Spielen nach Griechenland.
Viktor Rašović gewann mit der serbischen Juniorenauswahl 2013 Bronze bei der Juniorenweltmeisterschaft. Er spielte bereits 2014 in der Nationalmannschaft, konnte sich aber zunächst nicht etablieren. 2017 bei der Weltmeisterschaft in Budapest gewann das serbische Team die Bronzemedaille mit einem 11:8 über die Griechen, nachdem sie im Halbfinale gegen die Kroaten mit 11:12 verloren hatten. 2018 erkämpfte Serbien bei den Mittelmeerspielen in Tarragona die Goldmedaille vor der griechischen Mannschaft. Einen Monat später siegte Serbien bei der Europameisterschaft in Barcelona nach Fünfmeterschießen im Finale gegen Spanien. Viktor Rašović warf sein einziges Tor im Viertelfinale. Bei der Weltmeisterschaft 2019 belegte die serbische Mannschaft den fünften Platz, nachdem sie im Viertelfinale mit 9:12 gegen die Spanier verloren hatte.
2022 belegte Viktor Rašović mit der serbischen Mannschaft den fünften Platz bei der Weltmeisterschaft in Budapest nach einem 12:14 gegen Kroatien im Viertelfinale. Im Februar 2024 bei der Weltmeisterschaft in Doha verloren die Serben im Viertelfinale mit 13:15 gegen die Kroaten und belegten schließlich den sechsten Platz. Bei den Olympischen Spielen 2024 in Paris spielten Strahinja und Viktor Rašović gemeinsam in der Nationalmannschaft. In der Vorrunde erreichte die serbische Mannschaft den vierten Platz. Nach Siegen über Griechenland mit 12:11 im Viertelfinale und das US-Team 10:6 im Halbfinale standen die Serben im Finale und trafen auf die Kroaten, die in der Vorrunde ebenfalls Gruppenvierte geworden waren. Serbien siegte im Endspiel mit 13:11 und gewann die dritte olympische Goldmedaille in Folge. Beide Brüder standen im Finale in der Startaufstellung, beide spielten mehr als die Hälfte der Zeit und beide erzielten im Finale einen Treffer.